# Commelina tuberosa
Commelina tuberosa ist eine Pflanzenart in der Familie der Commelinagewächse (Commelinaceae) aus Mexiko bis nach Zentralamerika und aus dem nordöstlichen Argentinien, Bolivien und Ecuador.

## Beschreibung
Commelina tuberosa wächst als ausdauernde krautige Pflanze bis etwa 20–40 Zentimeter hoch. Die Stängel sind mehr oder weniger behaart.
Die Laubblätter sind sitzend und mit einer Blattscheide herablaufend. Sie sind leicht behaart, teils borstig bis kahl, schmal-eiförmig, -eilanzettlich, ganzrandig und spitz.
Die Blüten erscheinen endständig zu mehreren in zymös-traubigen Blütenständen. Die zwittrigen und gestielten Blüten mit doppelter Blütenhülle sind blau. Die herzförmigen und eingefalteten Hochblätter (Spatha) sind außen leicht behaart und öfters etwas purpur-violett. Es sind drei kurz verwachsene, grünliche Kelchblätter vorhanden. Die drei kurz genagelten Kronblätter sind etwa gleich gestaltet. Es sind drei kürzere Staminodien mit kreuzförmig angeordneten Antheroden und drei längere Staubblätter ausgebildet. Der mehrkammerige Fruchtknoten ist oberständig mit langem, schlankem Griffel.
Es werden kleine und mehrsamige, lokulizidale Kapselfrüchte im beständigen Hochblatt gebildet.

## Verwendung
Die länglichen Wurzeln werden als Gemüse und die Blätter medizinisch genutzt.